# Boettgeria obesiuscula
Boettgeria obesiuscula е вид охлюв от семейство Clausiliidae. Видът е уязвим и сериозно застрашен от изчезване.

## Разпространение
Разпространен е в Португалия.